# Bellerose (bedrijf)
Bellerose is een Belgisch prêt-à-porter kledingmerk van dames-, heren- en kindermode, alsook kleding- en interieuraccessoires. De ontwerpen verwijzen vaak naar Amerikaanse werk- en legerkleding. De stijl is casual.

## Geschiedenis
Het werd in 1989 opgericht door de textielondernemers Jean-Pierre Delhaye, Patrick van Heurck en Charly Bouvy. Later werd Bruno Nissen als derde vennoot binnengehaald. Het merk is vernoemd naar het dorpje Bellerose in de Amerikaanse staat New York. In 2008 had het bedrijf een omzet van 24 miljoen euro. Sinds 2014 is de onderneming in handen van Van Heurck en Frederic Vitre.
De hoofdzetel, die Bellerose deelt met de modemerken Ten en Rue Blanche (opgericht door de zussen Marie-Chantal Regout en Cathérine Felstead, nichten van Patrick Van Heurck), bevindt zich in Groot-Bijgaarden.

## Winkellocaties
Anno 2016 zijn er winkels van Bellerose in Antwerpen, Brugge, Brussel, Gent, Knokke, Leuven, Parijs, Amsterdam, Madrid en San Sebastian. De ontwerpen van Bellerose worden ook in andere kledingzaken aangeboden.